# Kadambini Ganguly
Kadambini Bose Ganguly (Bhagalpur, 18 luglio 1861 – Calcutta, 3 ottobre 1923) è stata un medico indiana.
È stata la prima donna a praticare medicina in India e la prima donna ad essere ammessa al Calcutta Medical College, nel 1884. Dopo un periodo di pratica in Scozia, è tornata in India per esercitare la professione. È stata anche la prima donna speaker al Congresso Nazionale Indiano.

## Primi anni
Nata in una famiglia kāyastha bengalese, originaria del distretto di Barisal, Chandsi, come Kadambini Basu. Suo padre, preside della Bhagalpur School, insieme a Abhay Charan Mallick ha fondato l'organizzazione femminile Bhagalpur Mahila Samiti, il primo movimento in India per l'emancipazione delle donne.
Nonostante venisse da una comunità che non favoriva l'educazione femminile, Kadambini inizialmente ha imparato l'inglese alla scuola femminile Brahmo Eden di Dacca, successivamente alla Hindu Mahila Vidyalaya, poi fusa con la Bethune School. Diventò la prima donna a entrare all'Università di Calcutta nel 1878, per poi laurearsi nel 1883, la prima donna insieme a Chandramukhi Basu.

## Vita adulta
Sposata con Dwarakanath Ganguly il 12 giugno 1883, ebbe otto figli.
Fu criticata dai conservatori del Paese. Durante le sue campagne per i diritti delle donne dopo essere tornata da Edimburgo, la rivista bengalese Bangabashi la definì indirettamente una "prostituta". Il marito portò il caso in tribunale, riuscendo a ottenere una condanna a 6 mesi di reclusione per l'editore Mahesh Pal.
Morì il 3 ottobre 1923, dopo aver eseguito un intervento chirurgico lo stesso giorno.